# The Yellow And Black Attack
The Yellow and Black Attack es la primera publicación discográfica de la banda de metal cristiano estadounidense Stryper, lanzada el 21 de julio de 1984. El nombre es una referencia a los dos colores que identifican generalmente a la agrupación.
No se publicaron sencillos de este EP de seis canciones; en vista de ello y por otras circunstancias se vendió bastante poco, con menos de 200 000 copias. Su etiqueta Enigma Records no estaba segura del potencial del mercado para el género de metal cristiano así que no invirtió lo suficiente en su mercadeo y distribución.
CCM Magazine fue un poco crítico en ese mismo año, citando la pobre calidad de producción y la corta duración del disco (solo 23 min y 56 s), pero comentó que "Stryper tiene la promesa de una historia de gran éxito."
Solo un año después, Stryper confirmó este vaticinio con un suceso mucho mayor que este EP, con su álbum debut de larga duración titulado Soldiers Under Command,

## Versión 1986
Con la finalidad de lograr un mejor resultado comercial, el EP The Yellow and Black Attack fue relanzado el 10 de agosto de 1986, con dos canciones adicionales, "Reason for the Season" (un sencillo de 12" de 1985 que nunca se había incluido en otro álbum y que apareció junto con "Winter Wonderland") y una nueva versión suavizada de "My Love I'll Always Show", la cual fue compuesta durante los días iniciales de la agrupación, cuando se llamada Roxx Regime. La versión grabada para The Yellow and Black Attack presenta letras cristianas menos obvias que las que se presentó en The Roxx Regime Demos.
Adicionalmente, las seis canciones originales fueron objeto de una mejor producción. Las pistas fueron remezcladas, con una mayor reducción en la reverberación para mejorar la acústica y lograr un notable cambio en el sonido.
A pesar de que The Yellow and Black Attack fue originalmente un EP, algunos fanes y críticos ahora lo consideran como un verdadero y completo álbum, su segundo LP luego de su relanzamiento. Sin embargo, su siguiente trabajo, Soldiers Under Command sigue siendo considerado como el debut de la banda con un larga duración.
Esta segunda versión fue promocionada con el video musical de la canción "You Know What to Do". El audiovisual se difundió muy poco, por lo que se considera un objeto raro y difícil de conseguir en su edición original.

## Lista de canciones (EP 1984)
1. Loud 'N' Clear (Michael Sweet) – 3:34
2. From Wrong to Right (M. Sweet, Robert Sweet, Oz Fox) – 3:51
3. You Know What to Do (M. Sweet, R. Sweet, Fox, Tim Gaines) – 4:47
4. C'mon Rock (M. Sweet) – 3:46
5. You Won't Be Lonely (M. Sweet) – 3:43
6. Loving You (M. Sweet) – 4:15

## Lista de canciones (relanzamiento de 1986)
1. Loud 'N' Clear (Michael Sweet) – 3:34
2. From Wrong to Right (M. Sweet, Robert Sweet, Oz Fox) – 3:51
3. My Love I'll Always Show (M. Sweet) – 3:38
4. You Know What to Do (M. Sweet, R. Sweet, Fox, Tim Gaines) – 4:47
5. C'mon Rock (M. Sweet) – 3:46
6. You Won't Be Lonely (M. Sweet) – 3:43
7. Loving You (M. Sweet) – 4:15
8. Reason for the Season (M. Sweet, R. Sweet) – 6:30

## Personal
- Michael Sweet - Vocales, guitarra
- Robert Sweet - Batería
- Oz Fox – Guitarra principal, coros
- Tim Gaines – Bajo, teclados, coros